# Torneo Femenino de la AsoGuayas 2022
El campeonato provincial de fútbol femenino de Guayas 2022 fue la 2.ª edición del torneo provincial femenino de la provincia de Guayas. El torneo fue organizado por la Asociación de Fútbol del Guayas (AFG) y avalado por la Federación Ecuatoriana de Fútbol. Participaron 4 clubes de fútbol y entregó al campeón el cupo a los play-offs del Ascenso Nacional Femenino 2022 por el ascenso a la Súperliga Femenina de Ecuador.
El torneo comenzó el 28 de agosto y culminó el 2 de octubre.

## Sistema de campeonato
El sistema determinado para esta edición por la Asociación de Fútbol del Guayas fue de la siguiente maneraː
- Primera fase: Juegan todos contra todos. Los equipos que estén ubicados entre los dos primeros lugares, jugarán la final.
- Final: Juegan una final única. En caso de empate en el tiempo reglamentario irán a tiempo extra. Si el empate se mantiene, el título se define a través de los tiros penales.

## Equipos participantes
| Equipos participantes      | Equipos participantes | Equipos participantes         |
| -------------------------- | --------------------- | ----------------------------- |
|                            |                       |                               |
| Equipo                     | Ciudad                | Estadio                       |
| Club Sport Patria          | Samborondón           | Estadio Arenas de Samborondón |
| Octubrinas                 | Guayaquil             | Estadio Alejandro Ponce Noboa |
| Real Fortaleza Fútbol Club | Guayaquil             | Estadio Alejandro Ponce Noboa |
| Filanbanco                 | Guayaquil             | Estadio Alejandro Ponce Noboa |

## Primera fase

### Posiciones
| Pos. | Equipo         | Pts. | PJ | G | E | P | GF | GC | Dif. |  |
| ---- | -------------- | ---- | -- | - | - | - | -- | -- | ---- |  |
| 1    | 9 de Octubre   | 13   | 5  | 4 | 1 | 0 | 18 | 3  | +15  |  |
| 2    | C.S.Patria     | 10   | 5  | 3 | 1 | 1 | 21 | 9  | +12  |  |
| 3    | Filanbanco     | 3    | 5  | 1 | 0 | 4 | 6  | 15 | −9   |  |
| 4    | Real Fortaleza | 0    | 5  | 0 | 0 | 5 | 1  | 20 | −19  |  |

 Fuente: @AsoGuayas
Criterios de clasificación: 1) Puntos; 2) Diferencia de goles; 3) Goles marcados
|  | Clasifica a la Final y a los play-offs del Ascenso Nacional Femenino 2022. |

### Partidos
- Los horarios corresponden al huso horario de Ecuador: (UTC-5).

| C. S. Patria | 0 - 5 | 9 de Octubre   | Alejandro Ponce Noboa | 28 de agosto | 10:00 | Nicole Yépez, Tammy Chillambo, Cinthia Bone (2), Britney Guadamud (NUE) |
| Filanbanco   | 3 - 1 | Real Fortaleza | Alejandro Ponce Noboa | 28 de agosto | 12:30 | Elizabeth Sánchez, Yuriana Ávila (FIL) / ?                              |

| 9 de Octubre | 6 - 0 | Real Fortaleza | Alejandro Ponce Noboa | 3 de septiembre | 10:00 | Emily Tomalá, María José Coronel, Britney Guadamud, Cynthia Bone, Nicole Yépez (2) (NUE) |
| C. S. Patria | 6 - 0 | Filanbanco     | Alejandro Ponce Noboa | 3 de septiembre | 12:30 | Giuly Salazar, Angela Suárez, Hanna Ruiz (3), autogol rival, Melany Orobio (PAT)         |

| Club Sport Patria | 7 - 0 | Real Fortaleza | Alejandro Ponce Noboa | 7 de septiembre | 13:00 | ? |
| 9 de Octubre      | 3 - 0 | Filanbanco     | Alejandro Ponce Noboa | 7 de septiembre | 15:30 |   |

| 9 de Octubre   | 3 - 3 | C. S. Patria | Alejandro Ponce Noboa | 18 de septiembre | 09:00 | Jazmín Ramos, Britney Guadamud, María José Coronel (NUE) / Kerly Corozo (2), Ana Paola Hernández (PAT) |
| Real Fortaleza | 0 - 2 | Filanbanco   | Alejandro Ponce Noboa | 18 de septiembre | 11:00 | ? |

| Real Fortaleza | 0 - 2 | 9 de Octubre | Alejandro Ponce Noboa | 21 de septiembre | 13:30 | ? |
| Filanbanco     | 1 - 5 | C. S. Patria | Alejandro Ponce Noboa | 21 de septiembre | 15:30 | ? |

| Real Fortaleza | - | C. S. Patria | No se programó | No se programó | No se programó | No se programó |
| Filanbanco     | - | 9 de Octubre | No se programó | No se programó | No se programó | No se programó |

## Final
| Nueve de Octubre | 3:1 | Club Sport Patria | Alejandro Ponce Noboa | 2 de octubre | 10:00 | Nicole Yépez (2), Emily Tomalá (NUE) / ? |

| |
| Campeón 9 de Octubre Fútbol Club 2.° título Clasificado a los play-offs del Ascenso Nacional Femenino 2022. También clasificó Club Sport Patria como subcampeón. |

## Goleadoras
- Al momento, no tenemos información de las goleadoras de algunas fechas del Torneo Femenino del Guayas.

| Jugador            | Club              | Goles |
| ------------------ | ----------------- | ----- |
| Nicole Yépez       | Nueve de Octubre  | 5     |
| Cinthia Bone       | Nueve de Octubre  | 3     |
| Britney Guadamud   | Nueve de Octubre  | 3     |
| Hanna Ruiz         | Club Sport Patria | 3     |
| Emily Tomalá       | Nueve de Octubre  | 2     |
| María José Coronel | Nueve de Octubre  | 2     |
| Kerly Corozo       | Club Sport Patria | 2     |